# Emilijus Zubas
Emilijus Zubas (ur. 10 lipca 1990) – litewski piłkarz występujący na pozycji bramkarza w klubie Hapoel Tel Awiw, reprezentant kraju. W 2013 roku trafił na wypożyczenie z łotewskiej Daugavy Ryga do GKS-u Bełchatów. Jest wychowankiem Ekranasa Poniewież, z którym zdobył dwukrotnie mistrzostwo i raz Puchar Litwy. Dwukrotnie sięgał także po Puchar Izraela.

## Statystyki kariery
| Sezon   | Klub                       | Kraj   | Rozgrywki     | Mecze | Bramki |
| ------- | -------------------------- | ------ | ------------- | ----- | ------ |
| 2009    | Ekranas-2 Poniewież        | Litwa  | –             | 7     | 0      |
| 2010    | Ekranas-2 Poniewież        | Litwa  | –             | 12    | 1      |
| 2010    | Ekranas Poniewież          | Litwa  | A lyga        | 0     | 0      |
| 2011    | Ekranas Poniewież          | Litwa  | A lyga        | 25    | 0      |
| 2012    | Ekranas Poniewież          | Litwa  | A lyga        | 33    | 0      |
| 2012/13 | GKS Bełchatów              | Polska | Ekstraklasa   | 15    | 0      |
| 2013/14 | AEK Larnaka                | Cypr   | A’ Kategorias | 0     | 0      |
| 2013/14 | Viborg FF                  | Dania  | Superligaen   | 1     | 0      |
| 2014/15 | GKS Bełchatów              | Polska | Ekstraklasa   | 9     | 0      |
| 2015/16 | Podbeskidzie Bielsko-Biała | Polska | Ekstraklasa   | 34    | 0      |
| 2016/17 | Bene Jehuda Tel Awiw       | Izrael | Ligat ha’Al   | 31    | 0      |
| 2017/18 | Bene Jehuda Tel Awiw       | Izrael | Ligat ha’Al   | 36    | 0      |
| 2018/19 | Bene Jehuda Tel Awiw       | Izrael | Ligat ha’Al   | 29    | 0      |

## Sukcesy
- Mistrzostwo Litwy: 2011, 2012
- Puchar Litwy: 2011
- Puchar Izraela: 2016/2017, 2018/2019